# Виготський Лев Семенович
Лев Семе́нович Виго́тський (17 листопада (5 листопада) 1896, Орша, Білорусь — 11 червня 1934, Москва, СРСР) — радянський психолог, засновник культурно-історичної школи в психології, на якій базується психологічна теорія діяльності.
Відомий у Європі та США як один з основоположників та розробників когнітивної психології. Особливо важливими є його здобутки у вивченні вищих психічних функцій, психології мовного мислення та його генези, теорії навчання.

## Психологія

### Психічні функції
Вчений розрізняв нижчі та вищі психічні функції і відповідно дві моделі поведінки — природний, як результат біологічної революції та культурний, суспільно-історичний, результат історичного розвитку суспільства, які поєднуються в розвитку психіки. Гіпотеза Виготського пропонувала нове рішення проблеми співвідношення цих двох рівнів. Він доводив, що природні (нижчі) психічні процеси не піддаються регуляції, на відміну від культурних (вищих). Виготський прийшов до висновку, що свідома регуляція пов'язана з опосередкованим характером вищих психічних функцій. Між стимулом та реакцією виникає додатковий зв'язок у формі стимулу-знаку. Такі знаки виконують функцію знаряддя перетворення внутрішньої дійсності, зокрема — формування образів пам'яті. Слово — засіб довільного спрямування уваги, абстрагування властивостей та синтезу їх в значення, тобто формування понять.

## Теорія про вік
Виготський розробив теорію про вік як одиницю аналізу розвитку дитини, запропонував нове розуміння умов, джерел, форми, специфіки та стимулів психічного розвитку дитини; описав стадії і фази дитячого розвитку, а також переходи між ними в процесі онтогенезу; він виявив та сформулював основні закони психічного розвитку дитини.

## Педагогіка
Найбільш визначною та поширеною концепцією в педагогіці стало визначення Виготським «зони найближчого розвитку». Спираючись на вивчення розвитку дитини, він дійшов до аналізу того, як цей розвиток співвідноситься з навчанням, що й було поштовхом до вироблення власного бачення, тобто концепції про «зону найближчого розвитку». Виготський був переконаний, що навчання є двигуном психічного розвитку. Ці два поняття (розвиток та навчання) за Виготським мають різний зміст — «единство, но не тождество процессов обучения и внутренних процессов развития». Так розвиток є не що інше, як процес формування особистості з обов'язковим поступовим накопиченням нових якостей, характерних для людини. Навчання ж — внутрішня необхідність в процесі розвитку дитини не природних, а історичних особливостей людини. Навчання створює зону найближчого розвитку, пробуджує в дитині внутрішні процеси розвитку, які спочатку проявляються під час взаємовідносин з оточуючими, співпраці з товаришами, а пізніше стають здобутком самої дитини. За словами самого Виготського: « .Обучение и развитие (.) связаны друг с другом с первого дня жизни ребенка». Виготський стверджував, що навчання в поєднанні з розвитком повинно весь час перебувати на рівень вище, а дитина під час цього процесу потребує постійної підтримки дорослого, оскільки осмислено копіюючи дії дорослого дитина розвивається. «Зоною найближчого розвитку» є відстань між актуальним рівнем розвитку (наявними можливостями дитини) та потенційним, коли дитина справляється з поставленими завданнями під керівництвом дорослих. Своєчасне виявлення цієї «зони» дозволяє визначити наскільки дитина готова перейти до наступного рівня навчання, оскільки кожна дитина має свої особливості відносно цього. Продуктивність навчання школяра гарантується тільки тісною співпрацею з вчителем, крім того, у цій співпраці як вчитель, так і учень мають проявляти однакову активність, що дозволить активізувати творчі сили дитини в повному обсязі. Виготський стверджував, що навчання повинно більше орієнтуватись на функції дитини, які ще повністю не сформовані, тобто «зону найближчого розвитку», ніж на вже пройдені етапи розвитку, оскільки вони є нижчим рівнем навчання. Тільки орієнтуючись на зону найближчого розвитку, яка є критерієм розумового розвитку дитини, показником індивідуальних відмінностей дітей, навчання веде розвиток вперед, оскільки те, що знаходиться в цій «зоні» удосконалюється та переходить на рівень актуального розвитку в наступній віковій фазі. «…обучение должно ориентироваться на уже пройденные циклы развития, на свой низший порог; однако опирается не столько на созревшие, сколько на созревающие функции». Безперечним висновком є те, що дитину потрібно навчати не тому, що вона здатна освоїти сама, а тому, чого поки ще не вміє, але в змозі освоїти з допомогою вчителя.
Дослідження Виготського, який, крім всього іншого, був членом Державної вченої ради, в цій області носили актуальний характер, оскільки в той час система радянської освіти та виховання перебувала в стані перебудови. Планувалось перейти від комплексної до предметної системи навчання в школі з метою вивчення як діти засвоюють наукові поняття, предметні знання.
Ще однією заслугою Виготського в педагогіці була запропонована ним вікова періодизація в навчанні — спонтанний період (раннє дитинство), спонтанно-реактивний (дошкільний) та реактивний (шкільний) — « .ребенок дошкольного возраста (.) сам строит теории (.), пытается объяснить целый ряд зависимостей и отношений (.) Эта тенденция в развитии ребенка должна быть использована в процессе обучения». Виготський деякою мірою порівнює працю педагога з працею садівника, оскільки вчитель так само вчасно має відреагувати на процеси дозрівання стадій розвитку дитини, як садівник — плодів. Свої дослідження в цьому напрямі він систематизував в «Динаміці розумового розвитку школяра у зв'язку з навчанням».
Одним з доказів впливу навчання на психічний розвиток дитини є гіпотеза Л. С. Виготського щодо системної та змістовної будови свідомості та її розвитку в онтогенезі. В його роботах принцип розвитку поєднувався з принципом системності. Вчений був впевнений, що свідомість людини являє собою систему окремих процесів, і ні одна функція людської свідомості не може розвиватись ізольовано, а її розвиток залежить від місця в цій структурі. Звідси випливає, що центром свідомості в ранньому віці є сприйняття, в дошкільні роки — пам'ять, в шкільні — мислення. Розвиток же інших психічних процесів в кожному віці перебуває в залежності від домінування в свідомості тої чи іншої функції. Виходячи з того, що вхід в свідомість та перехід від однієї структури до іншої здійснюється через розвиток значення слова, тобто — узагальнення, Виготський дійшов висновку, що у разі, коли системний розвиток свідомості не підпадає під прямий вплив навчання, то з'являться можливість управляти розвитком узагальнення та зміною структури свідомості взагалі. З цього виходить, що навчання, формуючи узагальнення, перебудовує всю систему свідомості. Ця гіпотеза довгий час не мала експериментального підтвердження і в ній вбачався певний ідеалізм, оскільки вона, фактично, зводила розвиток до взаємодії свідомостей, а формування узагальнення через спілкування дитини з дорослим — « .Речевые структуры, усваиваемые ребенком, становятся основными структурами его мышления».
Через передчасну смерть Виготський не зміг розробити це направлення до кінця. Але представники його школи, його послідовники такі, як Леонтьєв, Запорожець, Зінченко, Гальперін, Божович та ін., на базі експериментальних досліджень дійшли висновку, що в основі розвитку узагальнень все-таки лежить не спілкування мовного типу, а безпосередня практична діяльність суб'єкта.
Як вже зазначалось, вклад Виготського в розвиток радянської дитячої психології та педагогіки має надзвичайно велике значення. Деякі його гіпотези були розроблені ним в початковій стадії, потребували проведення додаткових досліджень, обґрунтувань, оскільки вони містили в собі переворот тогочасних теорій, внесли нове направлення в розвиток наукових уявлень про психологію та педагогіку. Проте, Виготському, який так рано пішов з життя, не вдалось зробити це самому, але той фундамент, що він заклав був міцною основою подальшої роботи в прогресивному розвитку цих наук. Тому його ім'я назавжди золотими літерами увійшло в історію розвитку науки.
В радянський час Л. Виготський вважався реакційним психологом, зібрання його праць були надруковані лише на початку 80-х років ХХ століття зусиллями учнів вченого. Ці ж учні фактично і створили Факультет психології МДУ ім. М. В. Ломоносова.
Виготський об'єднав довкола себе перспективних психологів, психіатрів та педагогів свого часу, котрі своїми досягненнями активно розвивали ідеї діяльнісного підходу та спеціальної педагогіки. До складу так званого "Кола Виготського" у різний час належали більше 40 вчених, зокрема Курт Левін, Курт Коффка, Певзнер Марія.